# Керро
Ке́рро (фин. Kiero) — деревня в Куйвозовском сельском поселении Всеволожского района Ленинградской области.

## История
КЕЙРО — деревня мызы Еленина, принадлежит Колычеву, камергеру, жителей по ревизии 18 м. п., 6 ж. п.; (1838 год)

На карте Ф. Ф. Шуберта 1844 года упоминается как деревня Керо.
В пояснительном тексте к этнографической карте Санкт-Петербургской губернии П. И. Кёппена 1849 года она записана как деревня Kiero (Кейро) и указано количество её жителей на 1848 год: эвремейсов — 20 м. п., 21 ж. п., всего 41 человек.
Как деревня Керо она обозначена и на геогностической карте Санкт-Петербургской губернии профессора С. С. Куторги 1852 года.
Под названием Керро деревня упоминается на «Карте окружности Санкт-Петербурга» 1810 года.

КЕЙРО — деревня действительного статского советника Колычева, по просёлкам, 15 дворов, 45 душ м. п. (1856 год)

КЕРО — деревня мызы Еленино, принадлежит Колычеву. Число душ крепостных людей мужского пола: крестьян — 102, дворовых — 10. Число дворов или отдельных усадеб: 25. Число тягол: оброчных — 7, издельных — 31, состоящих частью на оброке, частью на барщине — нет. Земли состоящей в пользовании крестьян (в десятинах): усадебной: 25, на душу — 0,24; пахотной: всего — 114, на душу — 1,11; сенокосы: 42,50; выгоны: по болотам; кустарник: нет; всего удобной — 181,50, на душу — 1,78. Земли несостоящей в пользовании крестьян (в десятинах): всего удобной — 89,50, неудобной — 1029; в том числе кустарник и лес: 53; всей удобной на душу: 0,87. Величина денежного оброка: 50 рублей с тягла. (1860 год)

КЕРРО — деревня владельческая при озере Лемболовском по Керровскому просёлочному тракту; 10 дворов, жителей 37 м. п., 46 ж. п.; Керровское волостное правление. (1862 год)

В 1876 году временнообязанные крестьяне деревни Керро выкупили свои земельные наделы у графов Н. К и Ю. К. Толстых и стали собственниками земли.

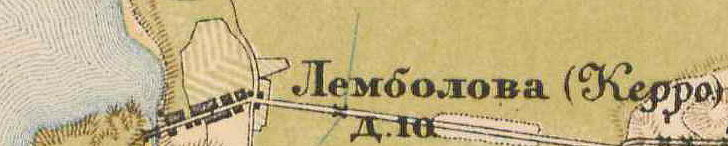
План деревни Керро. 1885 год

В 1885 году деревня насчитывала 10 дворов. Применительно к деревне на картах встречалось обозначение: «д. Лемболова (Керро)».

КЕРРО — деревня Керровского сельского общества при Керровской дороге, у Лемболовского озера: 8 дворов, 34 м. п., 30 ж. п., всего 64 чел. (1896 год)

В конце XIX — начале XX века деревня административно относилась к Куйвозовской волости 4-го стана Санкт-Петербургского уезда Санкт-Петербургской губернии. Население деревни было однородным — финским.

КЕРРО — селение Керровского сельского общества Куйвозовской волости, число домохозяев — 9, наличных душ: 29 м. п., 26 ж. п.; Количество надельной земли — 100, в том числе лесного надела — 10 (в десятинах). (1905 год)

В 1908 году в деревне проживали 67 человек из них 8 детей школьного возраста (от 8 до 11 лет).
Согласно переписи населения СССР 1926 года:

КЕРРО — деревня в Лемболовском сельсовет Ленинградского уезда, 22 хозяйства, 95 душ.

Из них: русских — 4 хозяйства, 18 душ (7 м. п. и 11 ж. п.); ингерманландцев — 10 хозяйств, 41 душа (22 м. п. и 19 ж. п.); суоми — 8 хозяйств, 36 душ (18 м. п. и 18 ж. п.). (1926 год)

По административным данным 1933 года деревня Керро относилась к Лемболовскому сельсовету Куйвозовского финского национального района.
Согласно переписи населения СССР 1939 года:

КЕРРО — деревня Куйвозовского сельсовета Парголовского района, 82 чел. (1939 год)

Деревня Керро на карте 1939 года

Согласно топографической карте РККА 1939 года деревня насчитывала 14 дворов, на восточной окраине деревни располагалась школа. В 1940 году деревня также насчитывала 14 дворов, она находилась севернее современного места расположения — на восточном берегу Лемболовского озера и была местом компактного проживания ингерманландских финнов. В 1940 году жители деревни были переселены в соседние деревни. В 1980-х годах на старом месте деревни Керро был один дом лесника (автобусная остановка «Лесники»). Позже это место было застроено дачами. Современная деревня Керро — воинская часть, находящаяся в лесу, в 2 км к юго-западу от места бывшей деревни.
По данным 1966, 1973 и 1990 годов деревня Керро входила в состав Куйвозовского сельсовета.
В 1997 году в деревне проживали 553 человека, в 2002 году — 697 человек (русских — 78 %), в 2007 году — 594.

## География
Деревня расположена в северной части района на автодороге 41К-072 (Грузино — Керро), между Лемболовским озером и озером Ройка.
По восточному краю деревни протекает река Ройка.
Расстояние до административного центра поселения — 10 км.
Расстояние до ближайшей железнодорожной станции Васкелово — 7 км.

## Демография
| 1838 | 1848 | 1862 | 1896 | 1905 | 1926 | 1939 |
| ---- | ---- | ---- | ---- | ---- | ---- | ---- |
| 24   | ↗41  | ↗83  | ↘64  | ↘55  | ↗95  | ↘82  |
| 1997 | 2002 | 2007 | 2010 | 2017 |      |      |
| ↗553 | ↗697 | ↘594 | ↗709 | ↗730 |      |      |

### Национальный состав
Согласно данным Всероссийской переписи населения 2021 года в деревне проживали 645 человек, из них:
 русские — 529 человек, украинцы — 12, башкиры — 8, татары — 7, армяне — 5, узбеки — 5, осетины — 4, удмурты — 4, азербайджанцы — 3, белорусы — 2, грузины — 2, таджики — 2, арабы — 1, вепсы — 1, евреи — 1, ингуши — 1, казахи — 1, калмыки — 1, киргизы — 1, молдаване — 1, казаки — 1, финны — 1, чеченцы — 1, чуваши — 1, другие национальности — 8 человек, остальные национальность не указали.

## Транспорт
Со станцией Грузино деревню связывает муниципальный автобусный маршрут № 610, протяжённостью 13,1 км.
С Санкт-Петербургом деревню связывает автобусный маршрут № 436 Улица Жени Егоровой — Ненимяки, протяжённостью 51 км.

## Памятники
В деревне находится братская могила советских воинов, погибших в борьбе с фашистами.

## Садоводства
Керро-2, Приозёрное